# South Paris

South Paris är en ort (census designated place) i kommunen Paris i Oxford County, sydvästra Maine, USA med 2 237 invånare år 2000, och 2 267 invånare 2010. Hela staden Paris refereras ofta till som South Paris, och det är också stadens postadress. Bebyggelsen växte upp på 1800-talet och ökade i och med färdigställandet av järnvägen 1850.

### Fotnoter
1. ↑  ”Community Facts” (på engelska). American Factfinder. 13 mars 2010. Arkiverad från originalet den 10 december 2014. https://web.archive.org/web/20141210041242/http://factfinder2.census.gov/faces/nav/jsf/pages/community_facts.xhtml. Läst 22 maj 2014.